# Mindanaomerel
De mindanaomerel (Turdus nigrorum) is een zangvogel uit de familie Turdidae (lijsters). Eerder werd deze vogel beschouwd als een ondersoort van de eilandmerel (T. poliocephalus).

## Verspreiding en leefgebied
De mindanaomerel komt voor in het zuiden van de Filipijnen op de eilanden Mindanao en Negros. Er zijn vier ondersoorten:
- T. n. nigrorum: Negros.
- T. n. malindangensis: noordwestelijk Mindanao.
- T. n. katanglad: centraal Mindanao.
- T. n. kelleri: zuidoostelijk Mindanao.